# Nikki Marshall
Nicole Sue Marshall (* 2. Juni 1988 in Thornton, Colorado) ist eine ehemalige US-amerikanische Fußballspielerin, die zuletzt in der Saison 2014 beim Portland Thorns FC unter Vertrag stand.

## Karriere

### Verein
Von 2010 bis 2011 spielte Marshall für die Washington Freedom beziehungsweise deren Nachfolge-Franchise magicJack in der WPS. Während der Saison 2011 wechselte sie zum Ligakonkurrenten Boston Breakers und von dort nach Auflösung der WPS Anfang 2012 zum WPSL-Elite-Teilnehmer Western New York Flash. Im Januar 2013 wurde Marshall als sogenannter Free Agent vom Portland Thorns FC verpflichtet, ihr Ligadebüt gab sie dort am 13. April 2013 gegen den FC Kansas City. Sie stand in allen 22 Ligaspielen, sowie zusätzlich in den beiden Play-off-Begegnungen der Saison, in der Startaufstellung Portlands und feierte mit ihrem Team am Saisonende den Gewinn der NWSL Championship Trophy. Dennoch wurde Marshall am 6. September 2013 von der Franchise der Thorns überraschend freigestellt und in der Folge vom Ligakonkurrenten Washington Spirit unter Vertrag genommen. Über mehrere Tauschgeschäfte gelangte Marshall von dort über den Seattle Reign FC wieder zurück nach Portland. Dort unterzeichnete sie vor Saisonbeginn 2014 einen neuen Vertrag mit reduziertem Gehalt. Nachdem Marshall am letzten Spieltag der Saison 2014 einen Kreuzbandriss erlitten hatte, gab sie Anfang 2015 ihr Karriereende bekannt.

### International
Marshall spielte von 2007 bis 2009 für die Nachwuchsmannschaften des US-amerikanischen Fußballverbandes in den Altersklassen U-20 und U-23. Mit der U-20 gewann sie die Weltmeisterschaft 2008. Im Mai 2014 wurde sie von Nationaltrainerin Jill Ellis erstmals in ein Trainingscamp der US-amerikanischen A-Nationalmannschaft berufen, kam jedoch in keinem Länderspiel zum Einsatz.

## Erfolge
- 2013: Meister der NWSL (Portland Thorns FC)